# Otacílio Ferreira de Lacerda
Otacílio Francisco Ferreira de Lacerda (ur. 17 listopada 1960 w Itapiruçu) – brazylijski duchowny katolicki, biskup Guanhães od 2019.

## Życiorys
Święcenia kapłańskie przyjął 10 kwietnia 1988 i został inkardynowany do diecezji Guarulhos. Pracował przede wszystkim jako duszpasterz parafialny był też m.in. wikariuszem biskupim ds. duchowieństwa, misjonarzem w diecezji Ji-Paraná oraz wiceekonomem diecezji.
21 grudnia 2016 papież Franciszek mianował go biskupem pomocniczym archidiecezji Belo Horizonte oraz biskupem tytularnym Tulana. Sakry udzielił mu 18 marca 2017 arcybiskup Walmor Oliveira de Azevedo.
19 czerwca 2019 został mianowany biskupem ordynariuszem diecezji Guanhães.